# Четвёртая Священная война
Четвёртая Священная война (338 года до н. э.) — вооружённый конфликт в Древней Греции IV века до н. э., ставший поводом к завоеванию Греции Македонией.

## Причины войны
К середине IV века до н. э. кризис греческих полисов привёл к состоянию политической анархии, хронической враждебности между ними, к постоянным войнам по ничтожным причинам. Вооружённые конфликты середины IV века до н. э. сконцентрировались в Средней Греции вокруг Дельф и священных земель, посвящённых богу Аполлону.
В 339 году до н. э. жители Амфиссы, расположенной в области Озольская Локрида, распахали земли на равнине у города Криса к югу от Дельф. Равнина была посвящена Аполлону, и там запрещалась любая хозяйственная деятельность, поэтому такие действия автоматически привели к объявлению священной войны. Филипп, недавно потерпевший поражение у Геллеспонта от объединённых греческих сил, немедленно воспользовался ситуацией, чтобы вмешаться в конфликт и выступить против греков силами самих греков. Для этого он задействовал своих приверженцев в Греции. На совете амфиктионов Эсхин, лидер промакедонской партии Афин, потребовал объявления Священной войны против локрийцев.
Совет амфиктионов объявил войну, и территория локрийцев была занята войсками. По инициативе Коттифа, Совет, в который после Третьей Священной войны теперь входила и Македония, постановил призвать на помощь Филиппа. Филипп был избран военачальником армии амфиктионов, к нему официально обратились с просьбой выступить на помощь Аполлону и амфиктионам и наказать святотатцев. Дорога македонским войскам в Среднюю Грецию была открыта.

## Ход боевых действий
Македонский царь, войдя в Среднюю Грецию, первым делом направился не против Амфиссы, а укрепил Элатею в Фокиде. Позиция македонян была очень опасной для Греции — из Элатеи Филипп мог попасть в Фивы за один дневной переход, в Афины — за три. Следом Филипп занял Китинион в Дориде, открывавший путь на Амфиссу. Теперь македоняне контролировали всю фокидско-доридскую равнину. Только затем Филипп захватил и разрушил Амфиссу.

## Итоги войны
Формально цель похода — наказание Амфиссы — была выполнена, однако Филипп, со значительным войском занявший стратегические позиции в Средней Греции, решил действовать дальше. В 338 году до н. э. в решающем сражении при Херонее он разбил войска коалиции греческих государств и подчинил Грецию.